# مبنى شارل مان
مبنى شارلمان Charlemagne building هو أحد الأبراج الشاهقة في الحي الأوروبي في بروكسل، والذي يضم المديرية العامة للشؤون الاقتصادية والمالية، والمديرية العامة للتجارة، ومنذ عام 2015، خدمة التدقيق الداخلي للمفوضية. المبنى مكون من 3 أجنحة و 15 طابقا. تقع في العنوان 170 Rue de la Loi / Wetstraat، في مدينة بروكسل، وهي واحدة من 19 بلدية تشكل منطقة العاصمة بروكسل. الرمز البريدي للبلدية هو 1000، لكن الرمز البريدي للمفوضية الأوروبية هو 1049.

## تاريخ المبنى

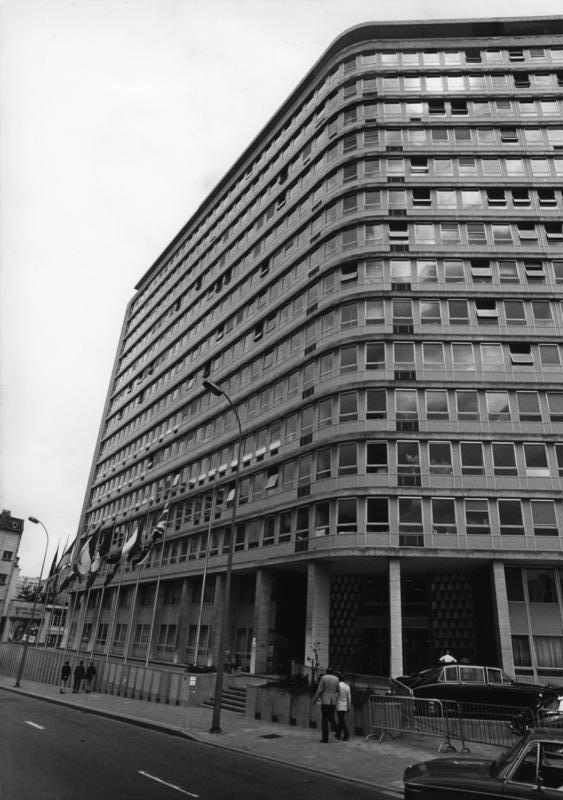
مبنى شارلمان عام 1975، قبل تجديده الحديث

تم تصميم المبنى بواسطة جاك كوزينير وتم تشييده في عام 1967 في نفس الوقت الذي تم فيه إنشاء مبنى Berlaymont لتجميع الإدارات المتناثرة في المفوضية الأوروبية معًا. ومع ذلك، مع رفض المفوضية تقاسم بيرلايمونت مع مجلس الاتحاد الأوروبي، تم تسليم شارلمان لأمانة المجلس في عام 1971. كان هذا يقع سابقًا في وسط المدينة.
انتقل المجلس إلى مبنى Justus Lipsius في عام 1995 مما سمح بتجديده. تم الانتهاء من التجديد في عام 1998 من قبل هيلموت جان، واستبدل الجزء الخارجي الخرساني إلى حد كبير بواحد زجاجي. بعد الترميم احتلت من قبل المفوضية، وجمع المزيد من مكاتب الاتحاد حول دوار شومان [الإنجليزية] .
تم اعتباره لفترة وجيزة المقر المستقبلي لخدمة العمل الخارجي الأوروبي، الذي تم إنشاؤه في عام 2010، ولكن تم استبعاده على أساس الصورة؛ نظرًا لأنه يضم RELEX، سيرى الناس EEAS على أنها RELEX-plus بدلاً من هيئة فريدة خارج المفوضية.